# Бомбаши

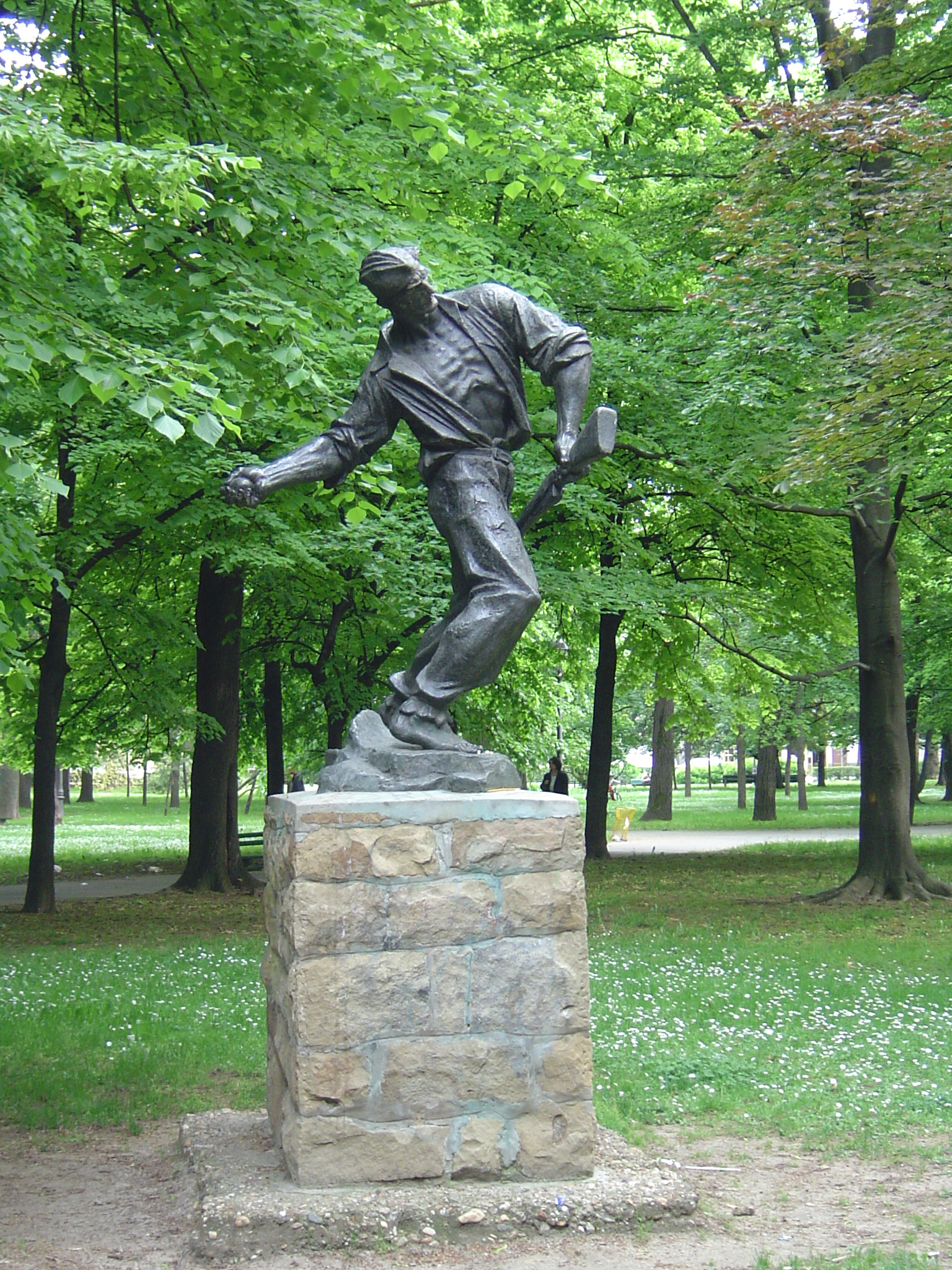
Памятник «Бомбаш» в Земуне, скульптор Ваня Радауш

Бомбаши (серб. Бомбаши / Bombaši) — добровольческие гренадерские подразделения Народно-освободительной армии Югославии, основным назначением которых являлся штурм укреплённых позиций противника при помощи гранат. Бомбаши играли важную роль в операциях НОАЮ в условиях превосходства противника в огневой мощи, поскольку могли заменить миномёты и артиллерию в некоторых ситуациях (преимущественно в начале войны). Они считались одними из самых доблестных партизанских бойцов. В основном бомбашами были юноши и девушки, но нередко бомбашами становились дети.

## Предназначение
Бомбаши входили в составы передовых и ударных частей, занимались различными саботажными операциями (в том числе и подрывом бронетехники) и помогали прорывать окружение противника, но чаще всего использовались именно для захвата вражеских укреплений. Обычно бомбаши (группами от 5 до 10 человек) ночью незаметно прокрадывались к ДОТам и ДЗОТам противника и бросали гранаты в амбразуру, уничтожая вражеских солдат или выводя их из строя. Поддержку бомбашам иногда оказывали пулемётчики, а иногда бомбаши действовали и без них.
Штурм укреплений был особенно опасным для бомбашей, поскольку в случае обнаружения им редко удавалось спастись. Соответственно, обучению бомбашей уделялось большое внимание в Народно-освободительной армии Югославии. Верховный главнокомандующий, маршал Иосип Броз Тито в октябре 1941 года издал «Руководство по удерживанию и обороне освобождённых территорий» (серб. Упутства како се држи — брани ослобођени териториј) и «Руководство по захвату и освобождению населённого пункта» (серб. Упутсва како се осваја и ослобађа насељено место), которые сыграли большую роль в подготовке бомбашей. Многие из бомбашей, павших в боях, позднее были посмертно удостоены высшей военной награды — звания Народного героя Югославии.

## Некоторые действия бомбашей
- Бомбашами совершались ряд диверсий в городах. Так, 2 августа 1941 года бомбаши в составе ударной группы в Нише совершили нападение на немецких офицеров в гостинице «Парк»; 4 августа в Загребе партизаны в Ботаническом саду напали на группу усташей, в результате взрыва гранат и выстрелов 28 человек были ранены; 9 ноября в Сплите в результате диверсии ранено 24 солдата и офицера итальянской армии. В 1941 году бомбаши активно действовали в городах Беране, Лиг и Крупань, в 1942 году — в Ливно, в последующие годы бои шли в городах Биелина, Тузла, Гарешница и Баня-Лука.
- Прорывы из окружения были осуществлены благодаря бомбашам в 1942 году на Козаре и в 1943 году на Неретве и на Сутьеске, а также на Любином кладбище и Бараме. На Неретве в ночь с 7 на 8 марта 1943 года группа бомбашей форсировала реку, ликвидировала силы противника и создала плацдарм. В 1944 году 14-я словенская дивизия вырвалась из немецкого окружения в районе Свети-Дух.
- В июне 1942 года в Козаре, в октябре 1943 года в Тузле и в январе 1944 года бомбаши успешно заменяли партизанам артиллерию в планах артиллерийской подготовки, сопровождения и даже огня прямой наводкой. Бомбашами таким образом были разгромлены ряд моторизованных и танковых колонн.

## Известные бомбаши
- Бурсач, Мария
- Буха, Бошко
- Груичич, Стоян
- Йованович, Сава
- Палексич, Воин
- Чукич, Боголюб
- Шпанович, Томица

## В культуре
В 1973 году вышел югославский фильм «Бомбаши» с Батой Живоиновичем и Любишей Самарджичем, в котором рассказывалось об истории двух бомбашей-сослуживцев.